# Ищеин-Кузминский, Андрей
Андрей Ищеин-Кузминский — русский дипломат, в 1571 году был послан в Константинополь объявить, что царь Иван Грозный согласен уничтожить крепость в Кабарде (Терский город) и разрешить свободный проход торговцам из Астрахани в Турцию. Кроме того царь предлагал союз «на цесаря римского и польского короля, и на чешского, и на французского, и на иных королей, и на всех государей италийских». Союз, однако, не был заключён вследствие того, что султан требовал себе Казани и Астрахани.
Путешествие Андрея описано в «Повести о двух посольствах», созданной в XVII веке, в которой, правда, достоверные сведения переплетаются с вымыслом. Согласно повести, Андрей в ответ на угрозы русскому царю бросился на султана с кинжалом, за что тот не казнил его, а хвалил за преданность.